# Sebastian Strózik
Sebastian Strózik (ur. 15 maja 1999 w Opolu) – polski piłkarz, występujący na pozycji napastnika Chrobry Głogów.

## Kariera klubowa
Od 2017 był zawodnikiem Cracovii, z którą w sezonie 2019/2020 wywalczył Puchar Polski. 1 lipca 2021 został wypożyczony na rok do Resovii.
19 lipca 2023 podpisał kontrakt z Wisłą Płock, obowiązujący do 30 czerwca 2025, z opcją przedłużenia o kolejny rok. Po rozegraniu 5 meczów w I lidze dla płocczan, 13 stycznia 2024 został wypożyczony do końca sezonu 2023/2024 do drugoligowej Stali Stalowa Wola, z którą awansował do pierwszej ligi. W tym sezonie zagrał dla Stali w 16 meczach ligowych, zdobywając 3 gole (z Polonią B., Kotwicą, Zagłębiem II L.), i dodatkowo w dwóch meczach barażowych o awans.
10 lipca 2024 przedłużył kontrakt z Wisłą Płock do 30 czerwca 2026 i ponownie został wypożyczony do Stali Stalowa Wola na następny sezon.
5 lipca 2025 został zawodnikiem Chrobrego Głogów.

## Sukcesy

### Cracovia
- Puchar Polski: 2019/2020

### Stal Stalowa Wola
- awans do I ligi: 2023/2024